# Arciszewo (województwo pomorskie)
Arciszewo (niem. Artschau) – osada w Polsce położona w województwie pomorskim, w powiecie gdańskim, w gminie Pruszcz Gdański przy drodze wojewódzkiej nr 222.
W 1648 roku we wsi na krótko osiadł Andrzej Wiszowaty, jeden z przywódców braci polskich, przyjaciel Krzysztofa Arciszewskiego. Wiszowaty wygłaszał kazania w okolicznych zborach ariańskich. Okupację niemiecką Arciszewa zakończyło 23 marca 1945 roku zajęcie miejscowości przez wojska 65 Armii 2 Frontu Białoruskiego Armii Czerwonej.
W latach 1945–1975 miejscowość administracyjnie należała do tzw. dużego województwa gdańskiego, a w latach 1975–1998 do tzw. małego województwa gdańskiego.
W centrum miejscowości znajduje się prawie dwuhektarowy park podworski (jesienią 2014 r. zakończyła się jego renowacja) przylegający do historycznego dworku szlacheckiego rodu Arciszewskich herbu Prawdzic, związanego z wsią od początków XV w. W parku zachowały się okazałe egzemplarze klonów, buków, dębów i jesionów. Znajduje się tu obelisk upamiętniający admirała Krzysztofa Arciszewskiego.
Dworek z końca XIX w., parterowy, kryty mansardowym dachem, nad gankiem półowalny fronton, wielokrotnie przebudowywany.

## Osoby związane z Arciszewem
- Krzysztof Arciszewski, admirał, w jego majątku spotykali się bracia polscy.
- Cornelis van Almonde, kupiec gdański, właściciel majątku ziemskiego Arciszewo w 1808 roku.